# Swervedriver
Swervedriver je anglická alternativní rocková skupina. Vznikla v roce 1989 v Oxfordu a založili ji spolužáci Adam Franklin (zpěv, kytara) a Jimmy Hartridge (kytara), které doplnili Adi Vines (baskytara) a Graham Bonnar (bicí). Později došlo k obměnám bubeníků a baskytaristů, ale Franklin a Hartridge v kapele zůstávají stále. Svou první desku s názvem Raise kapela vydala roku 1991. Následovala tři další alba a v roce 1998 soubor ukončil svou činnost. V roce 2008 skupina odehrála reunionové turné. I v pozdějších letech občasně vystupovala a v roce 2015 vydala své páté album. V roce 1990 skupina přispěla coververzí písně „Jesus“ od The Velvet Underground na tributní album Heaven & Hell (později vyšla též na albu Fifteen Minutes). Rovněž nahrála coververzi písně „In the City“ od The Who na album Who Covers Who?.

## Diskografie
- Raise (1991)
- Mezcal Head (1993)
- Ejector Seat Reservation (1995)
- 99th Dream (1998)
- I Wasn't Born to Lose You (2015)
- Future Ruins (2019)